# Planotergum
Planotergum is een geslacht van kreeftachtigen uit de klasse van de Malacostraca (hogere kreeftachtigen).

## Soort
- Planotergum mirabile Balss, 1935